# Höfen (Áustria)
Höfen é um município da Áustria, situado no distrito de Reutte, no estado do Tirol. Tem 8,37 km² de área e sua população em 2019 foi estimada em 1.208 habitantes.